# Хрант Бакалян
Хрант Ованес Баклаян (на арменски: Հրանտ Հովհաննեսի Բակալյան) е български инженер от арменски произход.

## Биография
Роден е на 2 ноември 1906 г. в Бургас. Завършва реална гимназия в Русе, а през 1933 г. строително инженерство в Гент, Белгия. През 1936 г., благодарение на бургаския архитект Светослав Славов, открива свое Инженерно бюро „инж. Хрант Баклаян“ в Бургас, което се помещава в „Безистена“. През 1943 – 1944 г., като мобилизиран в строителните войски на българската армия, проектира и строи пътища и мостове и ремонтира мостовете по шосетата Царево – Малко Търново и Варна – Бургас. В периода 1944 – 1947 г. е околийски инженер в Средец, Поморие и Бургас, после началник на VІІІ пътна строителна секция в Царево, където ръководи строителството на пътищата между Царево и Резово и Царево – Малко Търново. От 29 март 1950 г. е районен технически ръководител в Държавно строително обединение – Бургас. През 1955 г. е признат за рационализатор. От 1956 г. е групов ръководител в Проектантска организация – Бургас. Под негово ръководство са проектирани стотици жилищни и обществени сгради и няколко моста в региона. Най-големите му проучвания са за укрепителните съоръжения по цялото Бургаско, Поморийско, Царевско и Несебърско крайбрежие. Негова е и идеята за изграждането на буни, перпендикулярни на брега, които да събират пясъка и да не оголват брега. Друга важна задача, по която работи, е свличането на брега в Морската градина в Бургас, както и счупения заледен мост през една от ледените зими в Бургас. През 1970 г. се пенсионира, но 15 години след това продължава да работи.
През 1960 г. се жени за Надежда Минева и няма деца, поради което на 16 декември 1997 г. подписва завещанието си. С него определя имотите му да бъдат използвани за построяване на църква-параклис в арменското гробище в Бургас, подпомага издателската дейност на арменски език, стипендия за един студент от арменски произход, подпомагане на бедстващи сънародници и поощряване на младежки спортни организации.
Умира на 6 март 2000 г. в Бургас. На 6 декември 2007 г., Общинският съвет му присъжда посмъртно званието „Почетен гражданин на Бургас“.
Личният му архив се съхранява във фонд 1767 в Държавен архив – Бургас. Той се състои от 66 архивни единици от периода 1907 – 2009 г.